# Gambialoa forcipata
Gambialoa forcipata är en insektsart som beskrevs av Irena Dworakowska 1980. Gambialoa forcipata ingår i släktet Gambialoa och familjen dvärgstritar. Inga underarter finns listade i Catalogue of Life.